# Sitticus concolor
Sitticus concolor là một loài nhện trong họ Salticidae.
Loài này thuộc chi Sitticus. Sitticus concolor được Richard C. Banks miêu tả năm 1895.